# Heliodoxa leadbeateri
Heliodoxa leadbeateri là một loài chim trong họ Trochilidae.
Loài chim này được tìm thấy trên sườn đông của dãy Andes ở Venezuela, Colombia, Ecuador, Peru và Bolivia. Môi trường sống tự nhiên của chúng là rừng trên núi ẩm nhiệt đới hoặc cận nhiệt đới.
Chim trống và chim mái của loài này khá khác nhau (lưỡng hình giới tính). Cả hai giới đều có màu xanh lá cây kim loại ở trên với một đốm hậu màu trắng và đuôi chẽ màu xanh lam-đen. Chim trống có lông trước màu tím lấp lánh, cổ họng màu xanh lá cây lấp lánh và bộ ngực màu xanh lục lấp lánh. Bụng có màu xanh kim loại. Chim mái có lông trước màu xanh nhạt lấp lánh và gò má có một vệt trắng (một vệt trắng từ gốc của mỏm kéo dài trở lại phía dưới mắt). Nó có màu trắng bên dưới với các đốm màu xanh lá cây và với các mặt màu xanh lục dậm hơn.